# Ивановская поселковая община (Одесская область)
Ивановская поселковая территориальная община (укр. Іванівська селищна територіальна громада) — территориальная община в Березовском районе Одесской области. Создана вследствие административно-территориальной реформы 22 декабря 2019 года путём объединения Ивановского посёлкового совета, Белчанского, Барановского, Бузиновского сельских советов. 17 ноября 2020 года к общине был присоединён Севериновский сельсовет. Всего община включила 1 пгт (Ивановка) и 18 сёл. Своё название община получила от названия административного центра — пгт Ивановка.
Население общины на момент создания составляло 8229 человек, площадь общины 438,7 км².

## Населённые пункты

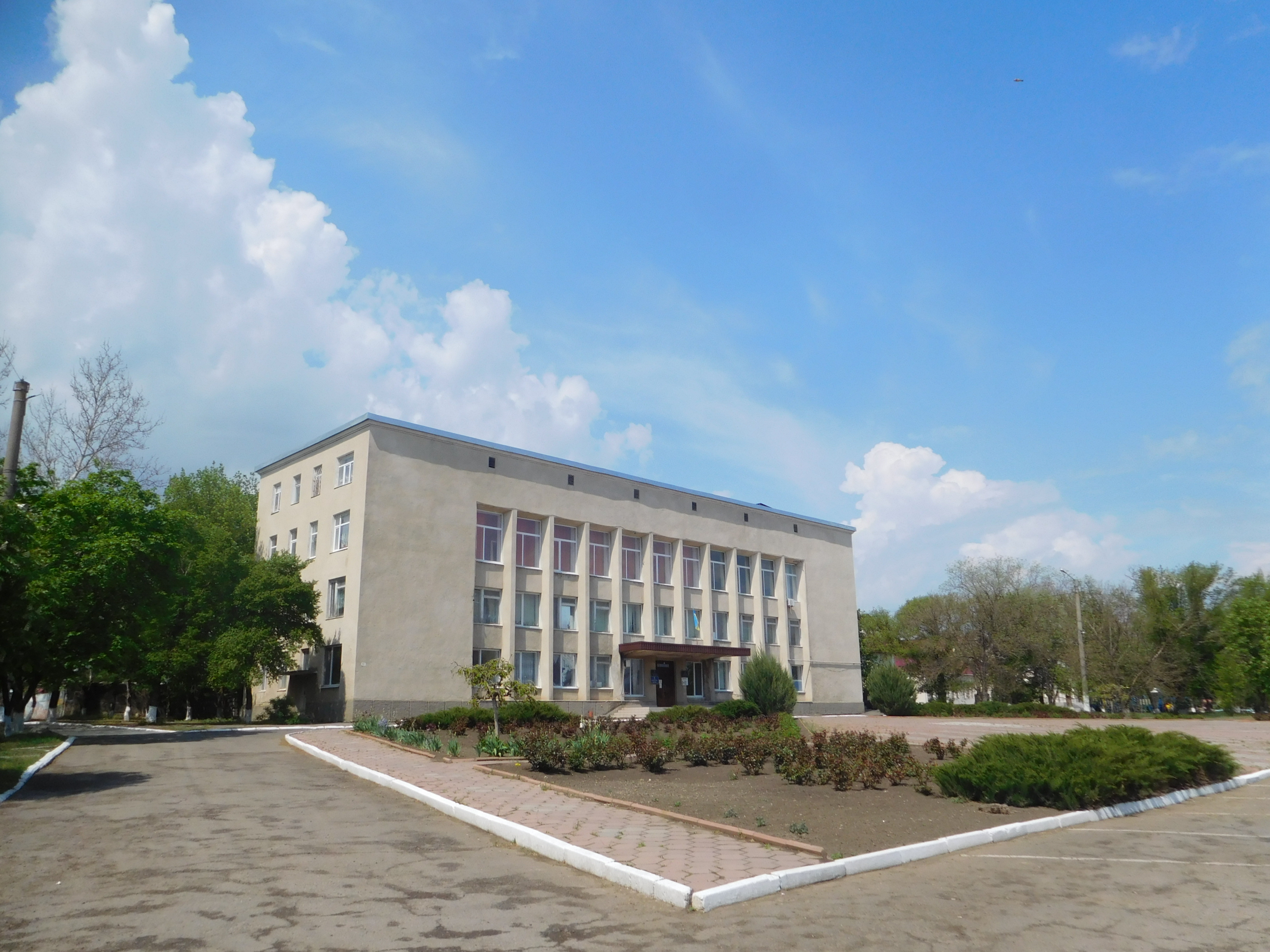
Здание Ивановского поселкового совета Одесской области

В состав общины входят пгт Ивановка и 18 сёл:
- Адамовка
- Баланины
- Бараново
- Белка
- Блонское
- Бузиново
- Верхний Куяльник
- Жёлтое
- Малиновка
- Маслово
- Нижний Куяльник
- Причеповка
- Прохорово
- Русская Слободка
- Севериновка
- Сухомлыново
- Черняховское
- Шеметово